# مایک آدامسون
مایک آدامسون (انگلیسی: Mike Adamson؛ زادهٔ ۶ سپتامبر ۱۹۴۹) بازیکن سابق فوتبال اهل اسکاتلند است که در لیگ اسکاتلند برای برچین سیتی و کویینز پارک به عنوان مهاجم بازی کرد.
وی در تیم ملی فوتبال آماتورهای اسکاتلند بازی کرده است.